# Adrian von Hammerstein
Adrian Freiherr von Hammerstein-Equord (* 1953 in Berlin) ist ein deutscher Manager. Sein Vater ist der Theologe Franz Freiherr von Hammerstein-Equord, sein Großvater der frühere Generaloberst Kurt von Hammerstein-Equord.
Der promovierte Volkswirt ist seit 20 Jahren in leitenden Positionen im Informations- und Kommunikationssektor tätig. Ab Mai 2007 war er Vorsitzender der Geschäftsführung bei Kabel Deutschland, dem größten deutschen Kabelnetzbetreiber. Mit der Übernahme durch Vodafone verließ Hammerstein Kabel Deutschland und wechselte in den Aufsichtsrat des Mutterkonzerns.
Zuvor war von Hammerstein Vorsitzender des Bereichsvorstands beim IT-Dienstleister Siemens Business Services. Davor hatte er fünf Jahre die Geschäfte von Fujitsu Siemens Computers geführt, erst als Finanzvorstand und dann als Vorstandsvorsitzender. Unter seiner Leitung entwickelte sich Fujitsu Siemens zu einem profitablen und anerkannten Anbieter von IT-Hardware und -Infrastrukturen. Frühere Stationen seines Berufswegs waren Bereichsvorstand des Siemens-Bereichs Information and Communication Products, kaufmännischer Leiter des Servergeschäfts bei Siemens Nixdorf und Controller bei Digital Equipment.
Sein Studium absolvierte von Hammerstein in den Vereinigten Staaten, das er 1980 an der Harvard-Universität mit der Promotion abschloss.